# Reactor compacto de fusión de Lockheed Martin

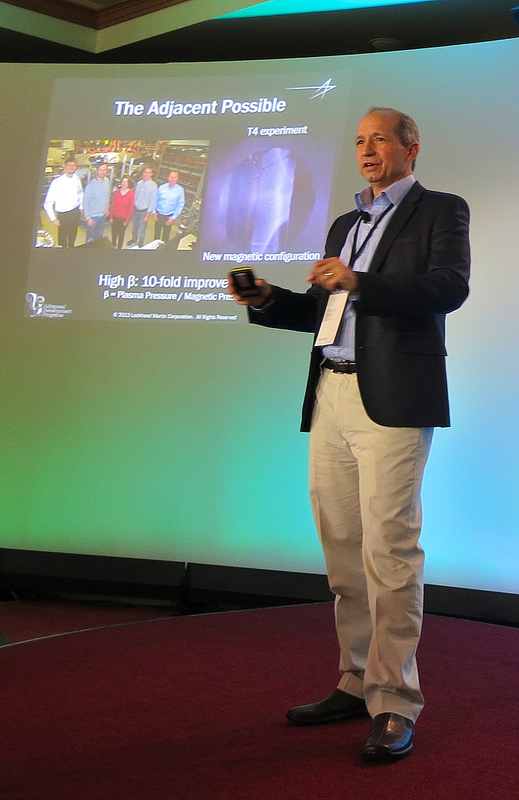
Charles Chase y su equipo en Lockheed ha desarrollado una configuración de beta alta, el cual permite un diseño de reactor compacto y menores tiempos de desarrollo.

El reactor compacto de fusión de Lockheed Martin (también conocido como reactor de fusión de alta beta o el prototipo T4 de 4ª generación) es un proyecto desarrollado por un equipo dirigido por Charles Chase de Skunk Works de Lockheed Martin. El proyecto fue presentado por primera vez en el foro de Google Solve for X el 7 de febrero de 2013.
La configuración "alta beta" permite un diseño compacto del reactor de fusión y menores tiempos de desarrollo. El plan era "construir y probar un reactor de fusión compacto en menos de un año con un prototipo que seguir en cinco años". El prototipo sería un reactor de deuterio y tritio de 100 megavatios que mide siete pies por 10 pies que podría caber en la parte trasera de un camión grande y ser aproximadamente 10 veces menor que los prototipos de reactores actuales.
La beta alta implica que la relación entre la presión del plasma y la presión magnética es 1 (o incluso más alta), en comparación con los diseños de tokamak que alcanzan sólo 0,05.

## Historia
El proyecto Lockheed Martin comenzó en 2010.
En octubre de 2014, Lockheed Martin anunció que intentaría desarrollar un reactor de fusión compacto que encajaría "en la parte trasera de un camión" y producirá una potencia de 100 MW - suficiente para alimentar un pueblo de 80.000 personas .
El principal diseñador y el jefe del equipo técnico para el Compact Fusion Reactor (CFR) es Thomas McGuire. McGuire estudió la fusión como una fuente de propulsión espacial en la escuela de posgrado en respuesta a un deseo de la NASA de mejorar los tiempos de viaje a Marte
En mayo de 2016 Rob Weiss anunció que Lockheed Martin continuó apoyando el proyecto y aumentaría su inversión en él.

## Diseño

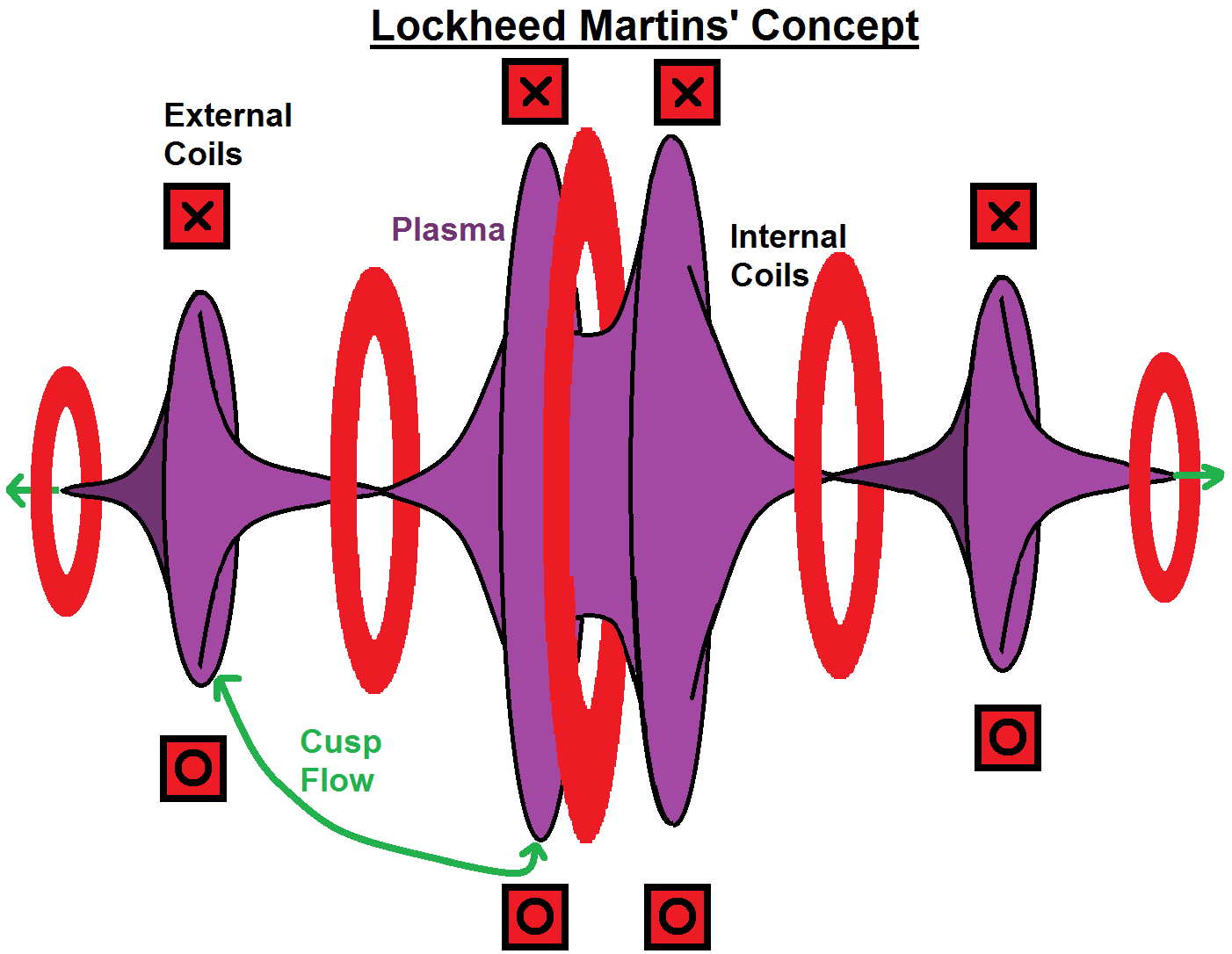
Un bosquejo de la geometría del plasma y de las bobinas magnéticas dentro de un modelo temprano del reactor de fusión compacto de Lockheed Martins. Desde entonces, este diseño ha sido sustituido por un modelo que utiliza sólo dos cúspides principales.

CFR planea alcanzar beta alta (la relación de la presión del plasma a la presión magnética) combinando el confinamiento de la cúspide y los espejos magnéticos para confinar el plasma. Las cúspides son campos magnéticos fuertemente doblados. Idealmente, el plasma forma una vaina a lo largo de la superficie de las cúspides y el plasma sale a lo largo del eje y los bordes del campo agudamente doblado. El plasma perdido a lo largo de los bordes recicla de nuevo en las cúspides.
CFR utiliza dos conjuntos de espejos. Un par de espejos anulares se coloca dentro del recipiente cilíndrico del reactor en cada extremo. El otro juego de espejos rodea el cilindro del reactor. Los imanes de anillo producen un tipo de campo magnético conocido como una cúspide diamagnética, en el que las fuerzas magnéticas cambian rápidamente de dirección y empujan los núcleos hacia el punto medio entre los dos anillos. Los campos de los imanes externos empujan los núcleos de vuelta hacia los extremos del recipiente.
La intensidad del campo magnético es una función creciente de la distancia desde el centro. Esto implica que a medida que la presión del plasma hace que el plasma se expanda, el campo magnético se hace más fuerte en el borde del plasma, aumentando la contención.
CFR emplea de forma innovadora imanes superconductores. Esto permite crear campos magnéticos fuertes con menos energía que los magnetos convencionales. El CFR no tiene corriente neta, lo que Lockheed afirmó elimina la principal fuente de inestabilidades del plasma. El plasma tiene una relación superficie-volumen favorable, lo que mejora el confinamiento. El pequeño volumen del plasma reduce la energía necesaria para lograr la fusión.
El proyecto pretende reemplazar a los emisores de microondas que calientan el plasma en sus prototipos con inyección de haz neutro, en la cual los átomos de deuterio eléctricamente neutros transfieren su energía al plasma. Una vez iniciada, la energía de la fusión mantiene la temperatura necesaria para sucesos de fusión posteriores.
Lockheed Martin se dirige inicialmente a un dispositivo relativamente pequeño que es aproximadamente del tamaño de un motor a reacción convencional. El prototipo tiene aproximadamente 1 metro por 2 metros de tamaño. El dispositivo final puede alcanzar 21 m de ancho. La compañía alega que esto permite un ciclo de desarrollo mucho más rápido ya que cada iteración de diseño es más corta y mucho más barata que proyectos de gran escala como el Joint European Torus o el ITER

### Actualización 2016
El diseño de un reactor Pth  de 200 MW, de 18 m de largo por 7 m de diámetro, requiere aproximadamente un reactor de 2000 toneladas, similar en tamaño a un reactor de fisión nuclear submarino A5W.

## Proyectos

### T-4
Los resultados técnicos presentados en el experimento T4 en 2015 mostraron un plasma frío, parcialmente ionizado, con los siguientes parámetros: temperatura electrónica de pico de 20 voltios de electrones, densidad de electrones 1E16 m-3, fracción de ionización inferior al 1% y potencia de entrada de 3 kW. No se presentaron tasas de confinamiento o reacción de fusión. 
Dos conceptos teóricos del reactor fueron presentados por Tom McGuire en 2015. Una configuración ideal que pesa 200 toneladas métricas con 1 metro de blindaje de radiación criogénica y 15 Imanes Tesla. También se presentó una configuración conservadora que pesaba 2.000 toneladas métricas, 2 metros de blindaje de radiación criogénica y 5 imanes Tesla.

### T4B
Parámetros:
- 1 m de diámetro x 2 m de largo
  - 1 MW, 25 keV Potencia de calentamiento H-neutro
  - 3 ms duración
- Supongamos que 500 kW se convierten en iones rápidos.
- N = 5 ∙ 1019 m-3
- Beta = 1 (Campo = 0,1 T)
- V = 0,2 m³, 1170 J Energía Total
- Pico Ti = 75 eV
- Pico Te = 250 eV
- Pérdida de la vaina máxima = 228 kW, aproximadamente igual a Pei
- Pico de pérdida de cúspide del anillo = 15 kW
- Pico de pérdida de cúspide axial = 1 kW

### Reactor TX
Parámetros:
- 7 m de diámetro x 18 m de largo, mantas de 1 m de espesor
- 320 MW Bruto
- Potencia de calefacción de 40 MW, 2,3 s
- N = 5 ∙ 1020 m-3
- Beta = 1 (Campo = 2,3 T)
- V = 16,3 m³, 51 MJ Energía Total
- Ti = 9,6 keV,
- Te = 12,6 keV

## Patentes
Lockheed Martin solicitó tres patentesː
- La solicitud de EE. UU. 20140301518A1,
- La solicitud de EE. UU. 20140301519A1
- La solicitud de EE. UU. 20140301517A1.